# 단락 기호
단락 기호(영어: pilcrow)는 「¶」으로 나타나는 단락을 나타내는 기호이다. 도형은 라틴 문자의 「C」에 슬래시를 쓴 자형이 바탕으로 되어 있다.

부호 변화과정 (추정)

일반적으로는 단락의 단락을 나타내는 목적으로, 단락의 시작해 혹은 단락의 끝의 어느 쪽이든 한쪽에 놓인다.

## 부호 위치
| 기호 | 유니코드(16진) | 참조 문자(10진) | 명칭      |
| ---- | -------------- | --------------- | --------- |
| ¶    | U+00B6         | para            | 단락 기호 |

## 같이 보기
- 단락